# Plabennec
Plabennec (en bretó Plabennec) és un municipi francès, situat a la regió de Bretanya, al departament de Finisterre. L'any 2006 tenia 7.568 habitants. A l'inici del curs 2007 el 13,9% dels alumnes del municipi eren matriculats a la primària bilingüe. El consell municipal ha aprovat la carta Ya d'ar brezhoneg.

## Demografia
| 1962                                       | 1968  | 1975  | 1982  | 1990  | 1999  |
| ------------------------------------------ | ----- | ----- | ----- | ----- | ----- |
| 4.389                                      | 4.484 | 5.168 | 6.435 | 6.600 | 6.997 |
| Des de 1962: població sense dobles comptes |       |       |       |       |       |

## Administració
| Període   | Identitat         | Partit        |
| --------- | ----------------- | ------------- |
| 2001-2008 | Louis Coz         | UMP           |
| 2008-     | Jean-Luc Bleunven | Divers gauche |